# Dunajovice
Dunajovice (en allemand : Dunajitz) est une commune du district de Jindřichův Hradec, dans la région de Bohême-du-Sud, en République tchèque. Sa population s'élevait à 216 habitants en 2020.

## Géographie
Dunajovice se trouve à 7 km au nord-ouest de Třeboň, à 18 km au nord-est de České Budějovice, à 26 km au sud-ouest de Jindřichův Hradec et à 118 km au sud-sud-est de Prague.
La commune est limitée par Třeboň au nord, à l'est et au sud-est, et par Lišov au sud-ouest et à l'ouest.

## Histoire
La première mention écrite du village date de 1376.